# Sherlock Holmes (película de 1916)
Sherlock Holmes es una película muda estadounidense de 1916 protagonizada por William Gillette como el personaje homónimo de Arthur Conan Doyle. La película, dirigida por Arthur Berthelet y producida por Essanay Studios en Chicago, está basada en la obra teatral homónima de 1899, que a la vez se basa en las historias Escándalo en Bohemia, El problema final y Estudio en escarlata de Conan Doyle.
Gillette había interpretado el papel de Holmes en el teatro antes de que fuera adaptada al cine. Fue él quien se encargó de la mayor parte del vestuario asociado con el personaje, especialmente la cervadora y la pipa calabash (una pipa que Holmes nunca fumó en ninguna de las novelas de Conan Doyle). Se cree que la película es el único registro filmado de su icónica representación.
Por mucho tiempo se pensó que todas las copias de la película estaban perdidas, pero en octubre de 2014 la Cinémathèque française anunció el hallazgo de una copia completa en Francia.